# جين جارفيس
جين جارفيس (بالإنجليزية: Jane Jarvis)‏ هي عازفة بيانو أمريكية، ولدت في 31 أكتوبر 1915 في فينسينس في الولايات المتحدة، وتوفيت في 25 يناير 2010 في إنغلوود في الولايات المتحدة.

## وصلات خارجية
- جين جارفيس على موقع ميوزك برينز (الإنجليزية)
- جين جارفيس على موقع أول ميوزيك (الإنجليزية)
- جين جارفيس على موقع ديسكوغز (الإنجليزية)